# Bahnhof Biedenkopf
Der Bahnhof Biedenkopf ist ein Durchgangsbahnhof in Biedenkopf im Hessischen Hinterland und liegt am Streckenkilometer 62,3 der Oberen Lahntalbahn. Das Empfangsgebäude ist Kulturdenkmal laut Hessischem Denkmalschutzgesetz.

## Geschichte

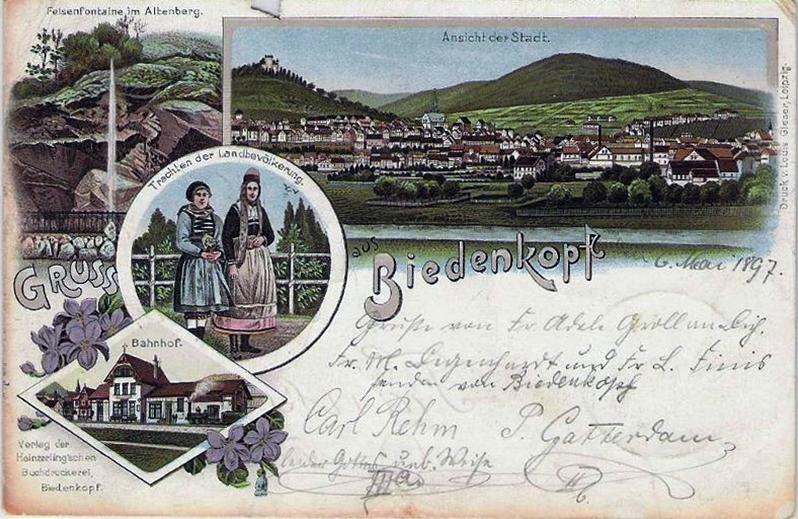
Ansichtskarte mit einer Abbildung des Bahnhofs (1897)

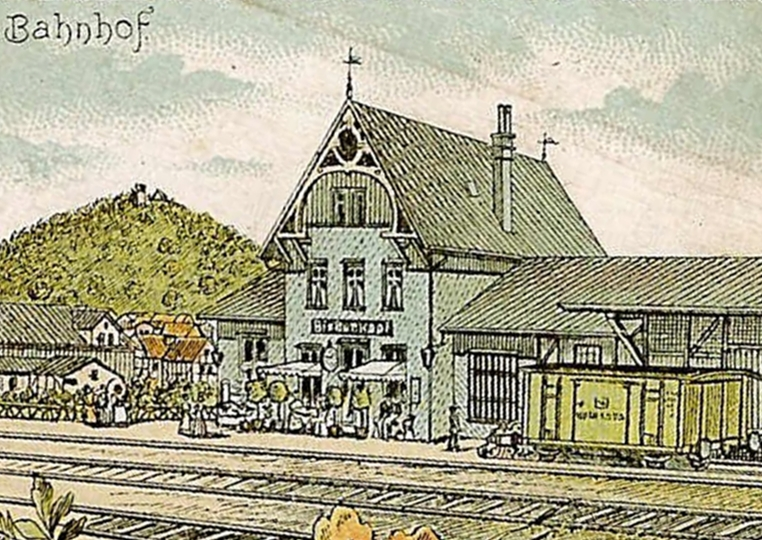
Ansichtskartenausschnitt mit einer Abbildung des Bahnhofs (1898)

### Allgemeines
Der Bahnhof Biedenkopf wurde am 19. März 1883 mit einer Güterzugfahrt zur Inbetriebnahme der Strecke (Marburg–) Cölbe–Laasphe eröffnet; die Freigabe für den Personenverkehr erfolgte am 2. April 1883. Aus Anlass der ersten Ankunft eines Personenzuges aus Cölbe um 9:48 Uhr wurde ein Volksfest inklusive eines Festzuges von der Schule zum Bahnhof veranstaltet.
Bald darauf wurde die Strecke über Laasphe hinaus nach Erndtebrück–Kreuztal–Siegen weitergeführt. Diese Nebenbahn wurde bereits 1889 vollendet. 1895 umfasste das Betriebsgelände des Bahnhofs Biedenkopf sechs Weichen, eine feste Rampe, eine Gleiswaage und einen Gleisanschluss.
Im Jahre 1905 wurden am Bahnhof Biedenkopf 62.000 Fahrkarten verkauft. Die Anzahl der Zugpaare stieg kontinuierlich an (1888: 4, 1914: 9 Zugpaare). Dies hatte zur Folge, dass die Warteräume und die Fahrkartenausgabe erweitert wurden. Auch der Güterverkehr gewann rasch an Bedeutung; der Güterschuppen musste nach 1902 erweitert werden.
Von der Mitte des 19. bis zum Anfang des 20. Jahrhunderts gab es wiederholt Überlegungen, im Zuge des Ausbaus von Eisenbahnstrecken zwischen der Lahn und der Ruhr eine Zweigbahn von Gießen über Gladenbach nach Biedenkopf zu führen. Diese Pläne wurden jedoch nie verwirklicht.

### Personenverkehr

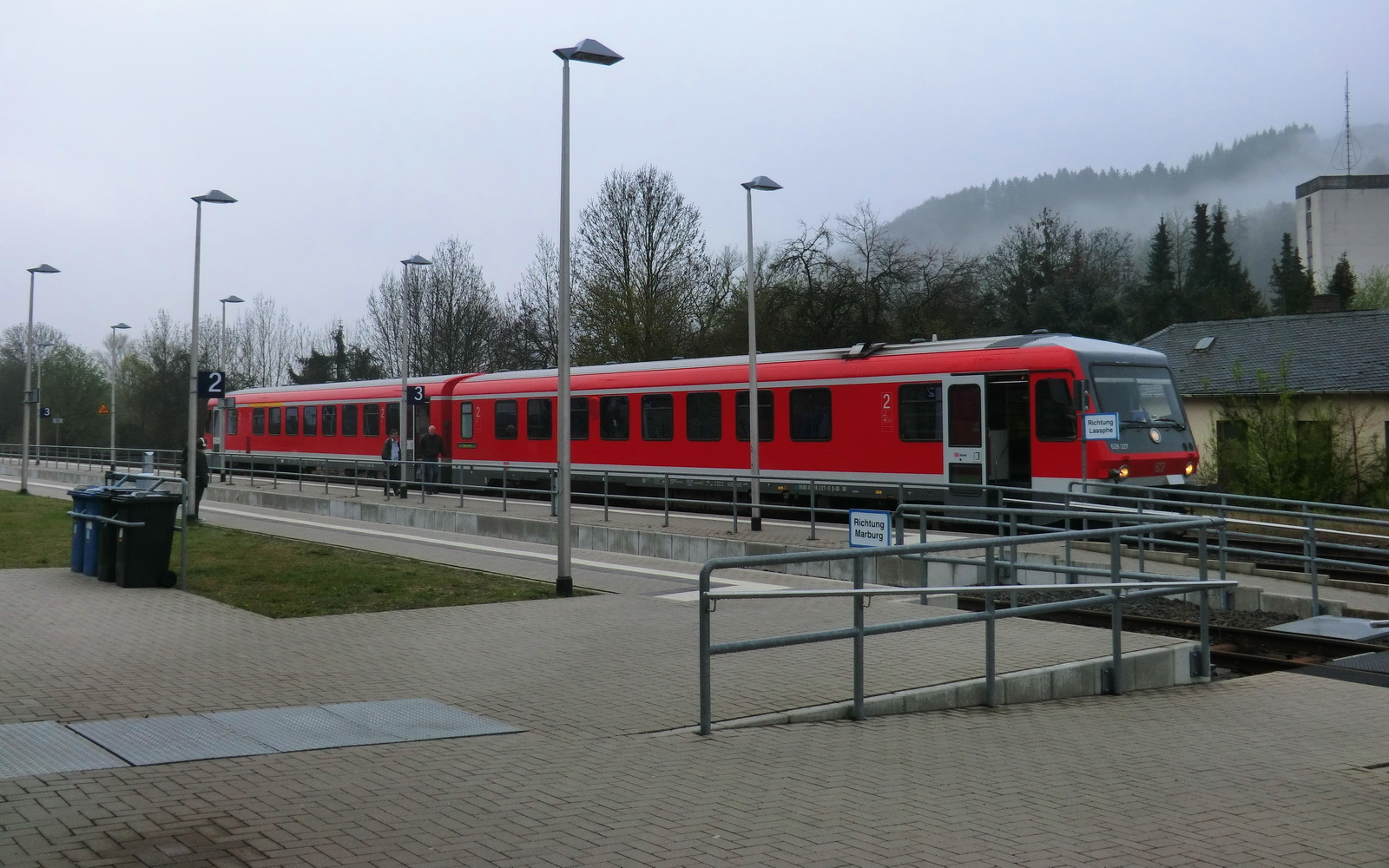
Die Bahnsteiganlagen mit Triebwagen 2012

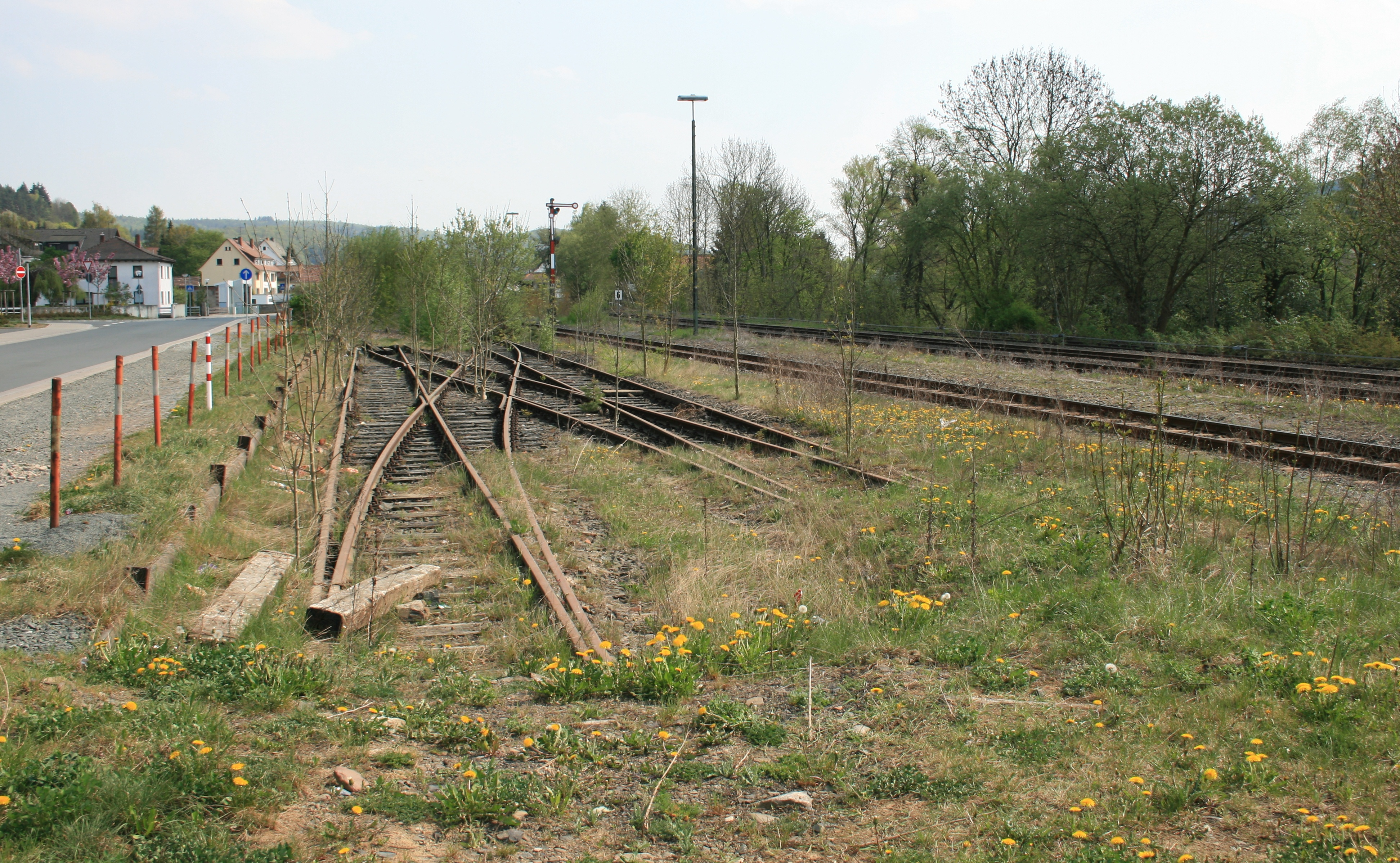
Reste der ehemals recht umfangreichen Gleisanlagen des Güterbahnhofs 2011

Vom 1. Mai 1911 bis Mai 1987 war der Bahnhof Biedenkopf nicht nur Durchgangsbahnhof an der Oberen Lahntalbahn, sondern auch Ausgangs- bzw. Endpunkt für die Züge der 4,5 km weiter nordwestlich in Wallau von der Oberen Lahntalbahn abzweigenden Scheldetalbahn nach Dillenburg; dann wurde der Personenverkehr auf der Scheldetalbahn eingestellt.
Ab dem Winterfahrplan 1957/58 bis zum Sommerfahrplan 1979 gab es ein tägliches Eilzugpaar von Frankfurt am Main nach Köln (E 781/782) mit Halt unter anderem in Gießen, Marburg, Biedenkopf, Siegen und Troisdorf.
Ab 1983 wurde der gesamte Verkehr zwischen Bad Laasphe und Marburg nur noch auf Biedenkopf als Schulzentrum ausgerichtet; an Samstagen verkehrten nur noch drei Züge. Bis 1985 gab es in Biedenkopf einen weiteren Bahnhof bei der Ludwigshütte im Westen der Stadt. Danach war er bis 2003, als der neue Haltepunkt Biedenkopf-Schulzentrum eröffnet wurde, der einzige Bahnhof in der Kernstadt.
Im Zuge der Feierlichkeiten zum 125-jährigen Streckenjubiläum der Oberen Lahntalbahn wurde am 29. und 30. August 2009 (mit einem Jahr Verspätung zum eigentlichen Jubiläumsjahr) ein Streckenfest veranstaltet. So verkehrten an diesem Wochenende neben den fahrplanmäßigen Triebwagen mehrere historische Züge. Am Sonntag fuhr u. a. ein TEE-Zug der 1970er Jahre mit Rheingold-Wagen auf der Strecke Marburg–Biedenkopf–Bad Laasphe–Erndtebrück. Daneben wurde eine Dampflok der Baureihe 52 und eine Schienenbus-Garnitur auf der Strecke Biedenkopf – Bad Laasphe – Erndtebrück eingesetzt.
Von 2006 bis 2011 fand jährlich die Veranstaltung „Lahntal total“ statt. Dadurch war auch am Bahnhof Biedenkopf regelmäßiger Sonderzugverkehr mit erhöhtem Fahrgastaufkommen gegeben. An diesem autofreien Sonntag wurden die fahrplanmäßigen Verbindungen auf der Oberen Lahntalbahn um zahlreiche Zugpaare ergänzt.

### Güterverkehr

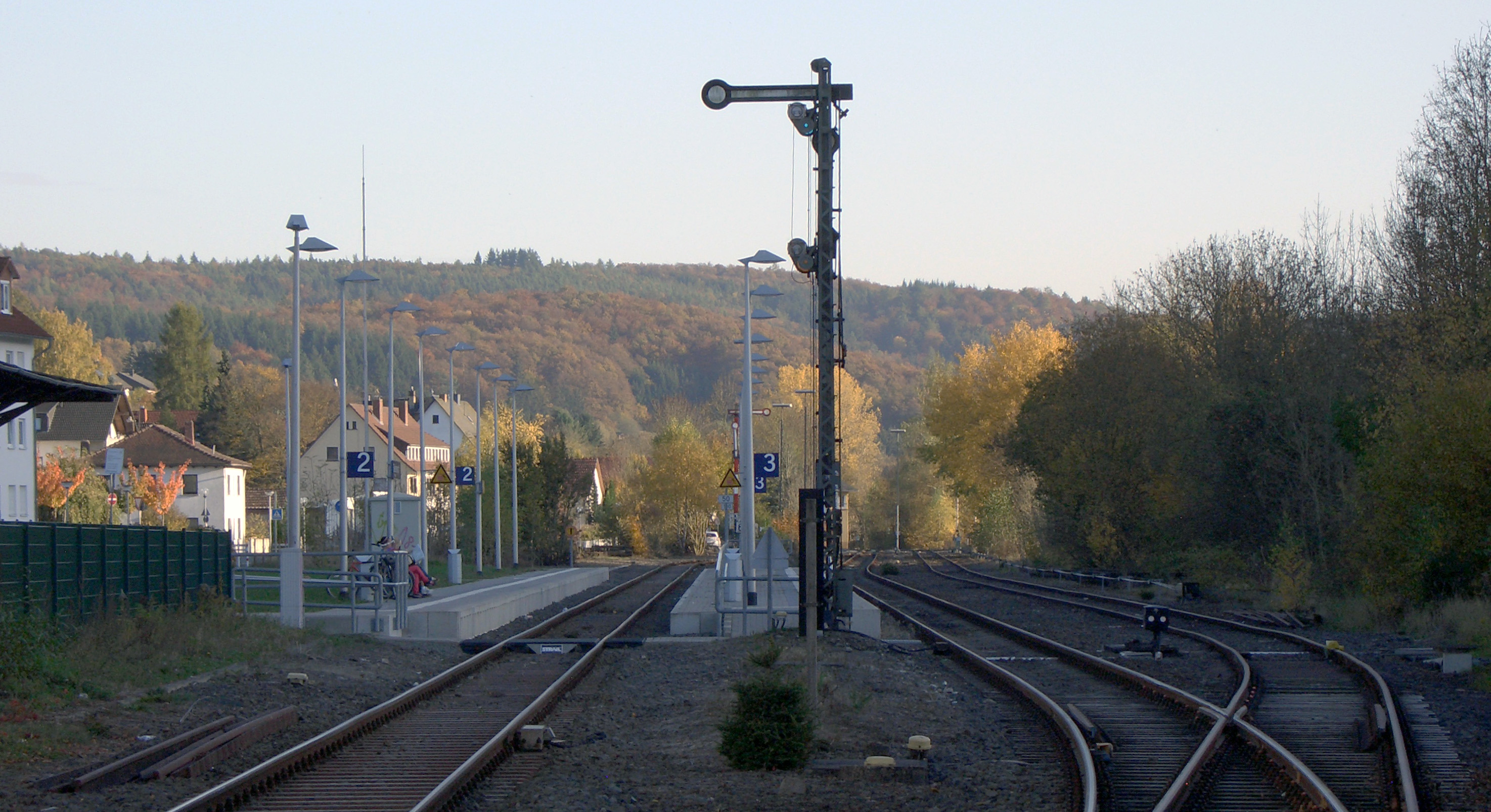
Blick auf die Gleisanlagen (2012)

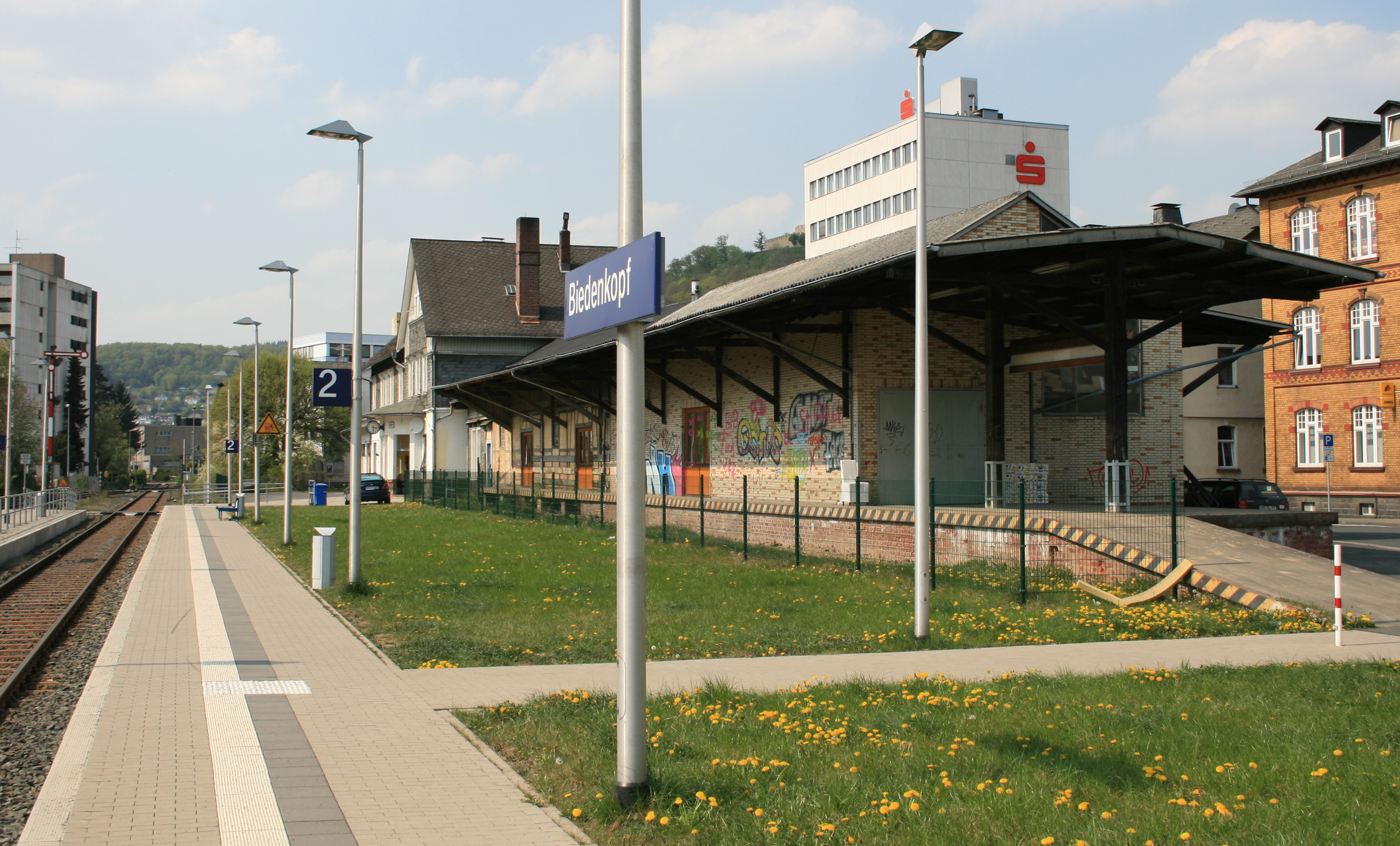
Blick auf Gleis 2 mit Bahnsteig, rechts der mittlerweile abgerissene Güterschuppen. In der Mitte, wo heute die Wiese ist, lag früher Gleis 1 mit dem Hausbahnsteig. (2011)

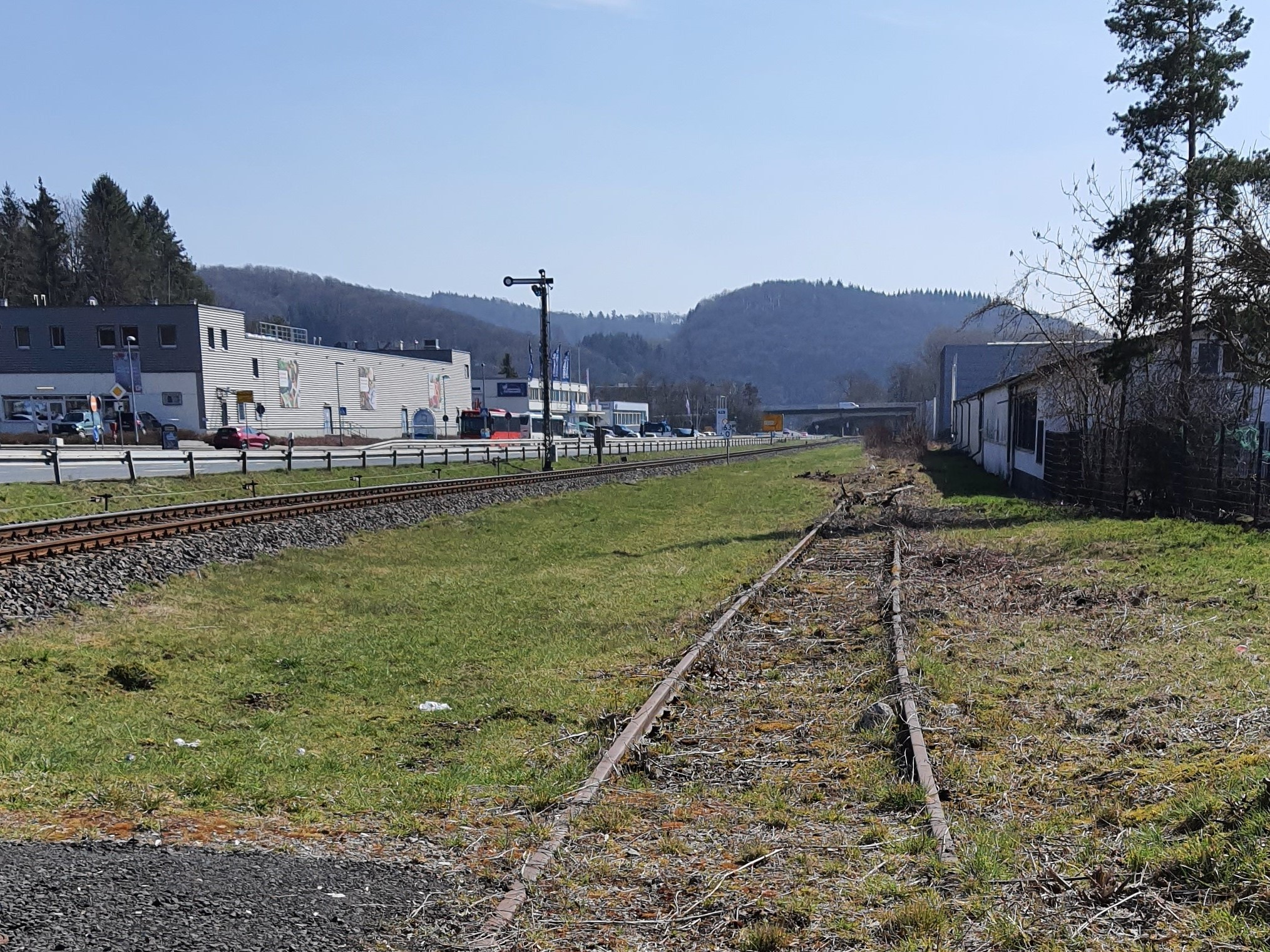
Das ehemalige Industriestammgleis (2021)

Durch das früh etablierte Eisen- und Hüttenwesen im Gebiet von Lahn und Dill, dem Hessischen Hinterland, gab es von Anfang an starken Güterverkehr zu verzeichnen. Große Betriebe im damaligen Kreis Biedenkopf wurden mit Güterzügen des Güterbahnhofs Biedenkopf (und Biedenkopf-Wallau) bedient: die Buderus-Gießereien in Wilhelmshütte und Ludwigshütte (später auch als Standort des Flugzeugküchenbauers Buderus Sell/Sell GmbH) sowie die Bremsscheibengießerei in Breidenbach (Buderus Guss) noch bis Ende 2002. Zeitweise hatte der Bahnhof Biedenkopf eine eigene Betriebslok des Typs Köf III (333 111-3).
Von 1970 ab führt ein Industriestammgleis in das Gewerbegebiet „Am Seewasem“. Bis in die zweite Hälfte der 1990er Jahre gab es eine regelmäßige Nutzung durch Biedenkopfer Firmen, die ihre internationale Kundschaft auf dem Schienenweg versorgten: z. B. Fa. Banss (Schlacht- und Fördertechnik), Fa. Elkamet (Kunststofftechnik). Diese Gleisanschlüsse sowie der Bahnübergang für die Zufahrt zum Gewerbegebiet wurden vom Stellwerk „Bo“ am östlichen Bahnhofsende aus bedient. Der Güterbahnhof wurde 1999 weitgehend zurückgebaut und ist inzwischen stillgelegt. Das Industriestammgleis ist erhalten geblieben, wird jedoch nicht mehr genutzt.
Nach den 2007 durch den Orkan Kyrill verursachten Waldschäden fand erstmals wieder regelmäßiger Schienen-Güterverkehr über den Bahnhof Biedenkopf statt. Die Züge fuhren zu einer Holzverladestelle auf dem Reststück der Scheldetalbahn bei Breidenstein. Nach einem Rückgang bis 2010 finden seit 2021 wieder mehr Fahrten statt. Die Gleisanlagen des Bahnhofs werden hierbei gelegentlich zum Abstellen und Umsetzen von Loks und Wagen genutzt.

## Bedienungsangebot
Der Personenverkehr wird seit 2002 komplett über die DB-Tochter Kurhessenbahn abgewickelt. Von 1995 bis 2018 wurden Dieseltriebwagen der Baureihe 628 eingesetzt. Im Zuge eines neuen Verkehrsvertrages stellte die Kurhessenbahn 2018 ihr Angebot vollständig auf niederflurige Fahrzeuge um. Auf der Oberen Lahntalbahn sind vor allem Dieseltriebwagen der Baureihe 642 anzutreffen. Seit 1979 halten hier ausschließlich Regionalbahnen.
2012 ist der Bahnhof mit zwei Bahnsteiggleisen und einem Abstellgleis ausgestattet. Die Gleise des Güterbahnhofs und Gleis 1 sind stillgelegt und größtenteils abgebaut. Somit ist der Bahnsteig an Gleis 2 nun Seitenbahnsteig (vorher: Zwischenbahnsteig), dort, wo Gleis 1 und dessen Bahnsteig lagen, ist am Empfangsgebäude ein Parkplatz und ansonsten Wiese. Seit 2020 ist der Bahnhof komplett barrierefrei ausgebaut, beide Bahnsteige haben nun die Höhe von 55 Zentimetern.
| Linie | Verlauf | Takt                                      |
| ----- | --- | ----------------------------------------- |
| RB 94 | Obere Lahntalbahn: Marburg (Lahn) – Cölbe – Lahntal-Sarnau – Goßfelden – Sterzhausen – Caldern – Buchenau (Lahn) – Friedensdorf (Lahn) – Wilhelmshütte (Lahn) – Biedenkopf – Biedenkopf Campus – Wallau (Lahn) – Bad Laasphe-Niederlaasphe – Bad Laasphe – Feudingen – Oberndorf (Wittgenstein) – Leimstruth – Schameder – Erndtebrück ( – Hilchenbach – Kreuztal – Siegen Hbf – Betzdorf (Sieg)) (2 Zugpaare Samstags von/bis Betzdorf) Stand: Fahrplanwechsel Dezember 2021 | 120 min 60 min (Marburg–Laasphe werktags) |

Die Fahrzeit von/nach Erndtebrück und Marburg beträgt meist etwa 45 Minuten, von/nach Bad Laasphe 15 bis 20 Minuten. Biedenkopf liegt im Tarifgebiet des Rhein-Main-Verkehrsverbundes, welcher ganz Mittel- und Südhessen umfasst (außer Landkreis Bergstraße).

## Anlagen

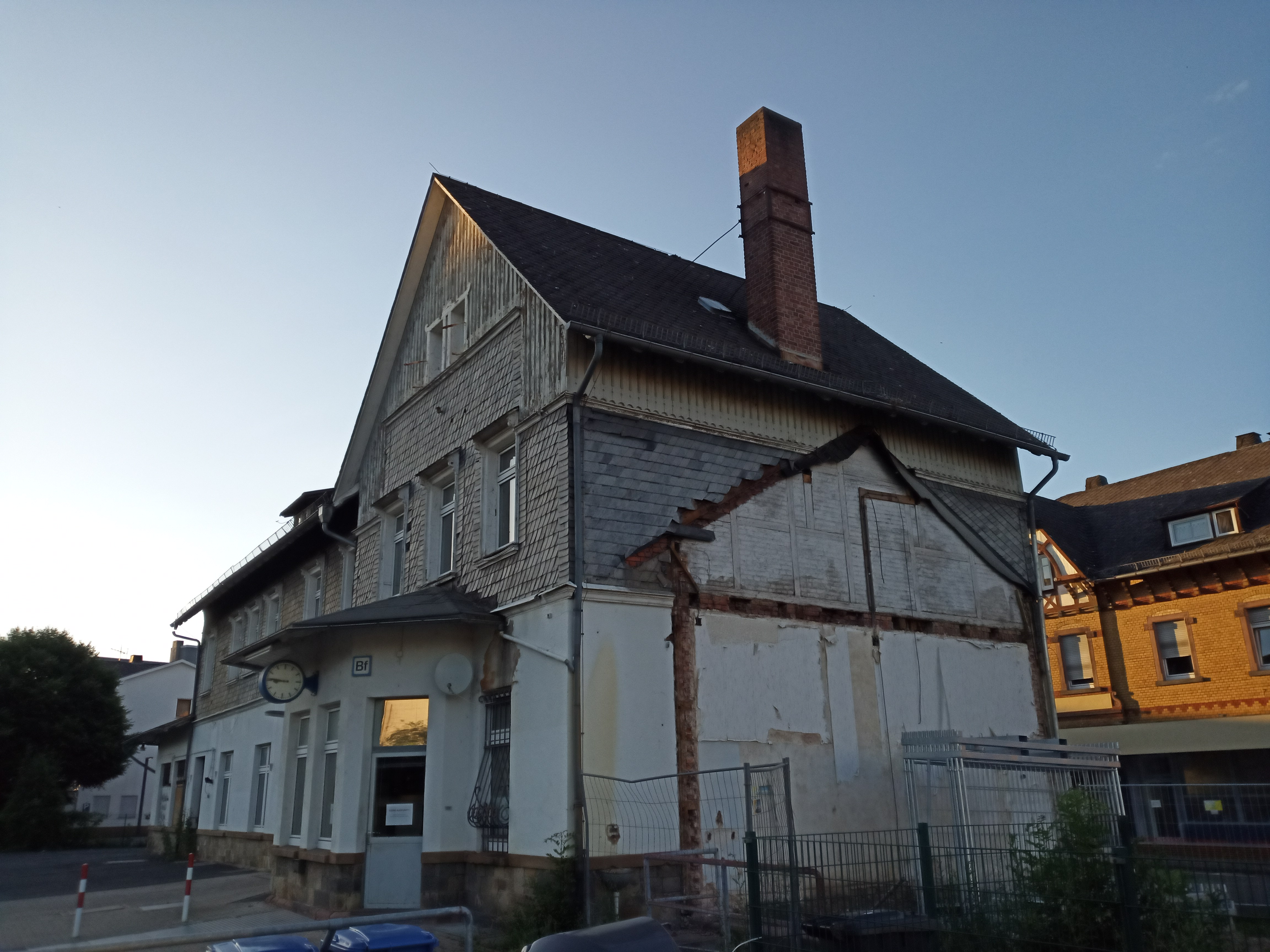
Gleisseite des Empfangsgebäudes mit abgerissenem Güterschuppen (2022)

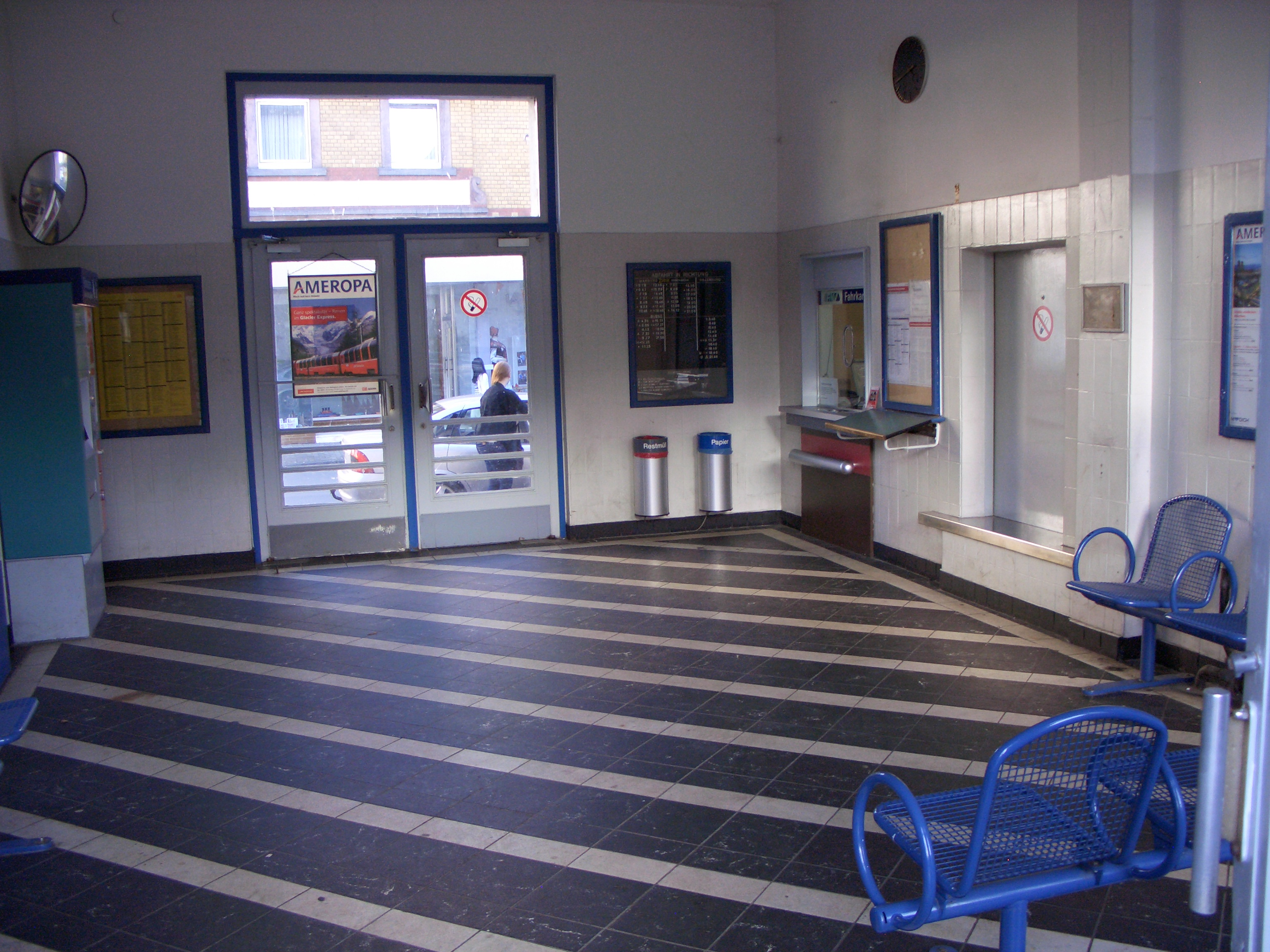
Die Wartehalle 2012 mit Fahrkartenschalter im Empfangsgebäude

### Empfangsgebäude
Das Empfangsgebäude besteht in seiner heutigen Form seit 1910. Im Innenraum befinden sich neben Fahrkartenautomaten einige Sitzplätze. Der Bahnhof hat sehr eingeschränkte Öffnungszeiten; während dieser konnten noch bis zum 31. Juli 2023 am Schalter Fahrkarten gelöst werden, sofern der einzige Angestellte dort nicht das mechanische Stellwerk im selben Raum bedienen musste. Eine Möglichkeit zur Gepäckaufbewahrung gibt es nicht mehr; ebenso wenig Toiletten. Diese wurden im Zuge eines früheren Umbaus des Gebäudes der Bahnhofsgaststätte zugeschlagen; sie wird jedoch seit Anfang der 1990er Jahre nicht mehr bewirtschaftet. Das Gebäude ist nicht rollstuhltauglich bzw. barrierefrei; die Gleise können jedoch ebenerdig erreicht werden, sofern man einen Umweg um das Haus herum in Kauf nimmt. 
Eigentümer des Empfangsgebäudes war bis Anfang 2023 das 2013 gegründete Unternehmen Aedificia aus Frankfurt am Main, eine Firma, die deutschlandweit seit 2014 Bahnhöfe erwirbt und vermarktet. Das Gebäude steht zum größten Teil leer und ist stark sanierungsbedürftig, der Eigentümer suchte zuletzt nach Mietern, um eine Sanierung zu finanzieren. Mitte Februar 2023 kaufte die Stadt Biedenkopf nach längerer Verhandlung das Gebäude schließlich selbst. Plan ist es dieses zu sanieren und einer neuen Nutzung zuzuführen. Zur Debatte steht u. a. eine Verwendung als Mehrgenerationenhaus mit Kultur- und Vereinsangeboten, für eine soziale Einrichtung oder altersgerechtem Wohnraum, oder als Ort für die städtische Touristinformation und ein Fremdenzimmer. Um diese Varianten wurde eine Machbarkeitsstudie erstellt.

### Güterschuppen / Busbahnhof
Nachdem der Güterumschlag (mit kombiniertem Bahn/LKW-Transport) am Bahnhof Biedenkopf eingestellt worden war, konnte der Güterschuppen mit seinem großen Lagerhaus (Baujahr 1912) zu kulturellen Zwecken genutzt werden. In den 1980er und 1990er Jahren gastierten dort auf Einladung des Jazzclub ’88 Biedenkopf häufiger international bekannte Jazzkapellen in der Konzertreihe „Jazz im Güterbahnhof“. Später wurde das Gebäude durch eine kreiseigene Beschäftigungsgesellschaft („Integral“) als Gebrauchtwarenkaufhaus (Nebenstelle des Marburger Recyclingzentrums) genutzt.
Ende Januar 2022 wurde der Güterschuppen abgerissen. An seiner Stelle – und auf dem angrenzenden Gelände in westlicher Richtung – wurde zwischen Juni 2022 und Juli 2023 ein Zentraler Omnibusbahnhof (ZOB) mit zwei Busbuchten mit Wartehäuschen und digitaler Anzeigetafel und mitsamt 68 Park-&-Ride-Parkplätzen, sechs Stellplätzen mit Ladestationen für E-Autos und acht überdachten Motorradstellplätzen sowie 28 überdachten Fahrradabstellflächen und Fahrradboxen mit Ladestationen für Elektrofahrräder errichtet. Die Kosten betrugen rund 2,75 Millionen Euro, das Land Hessen übernahm davon rund 1,93 Millionen Euro. Unter der Voraussetzung, dass die zukünftige Nutzung zur Weiterentwicklung des ÖPNV dient und zwingend den Bau eines ZOB vorsieht, erfolgte die Aufhebung des Denkmalschutzes und Erteilung der Abbruchgenehmigung. Die Planung des Projektes dauerte aufgrund dieser Vorgaben sowie dem langwierigen Grunderwerb durch die nötige Entwidmung der ehemaligen Bahnflächen und der Berücksichtigung der Naturschutzbelange zwölf Jahre. 

### Stellwerk
Das Biedenkopfer Stellwerk „Bo“ liegt östlich des Bahnhofs. Es wurde 1913 erbaut. Von dort aus wurden die ehemals zahlreichen Gleisanschlüsse und ein Bahnübergang bedient. Nachdem immer mehr Güterkunden weggefallen und Gleise stillgelegt worden waren, wurde die Besetzung des Stellwerks 1998 aufgegeben.